# Gu Bon-gil
Gu Bon-gil (kor.: 구 본길, ur. 27 kwietnia 1989 w Seulu) – południowokoreański szablista, trzykrotny medalista olimpijski i wielokrotny medalista mistrzostw świata.
W 2006 roku zdobył złoto w indywidualnej rywalizacji kadetów na mistrzostwach świata juniorów w Taebaek. Na rozgrywanych dwa lata później mistrzostwach świata juniorów w Acireale zdobył złoto indywidualnie. Ponadto na mistrzostwach świata juniorów w Belfaście w 2009 roku był drugi drużynowo.
Podczas igrzysk olimpijskich w Londynie w 2012 roku Koreańczycy w składzie: Gu Bon-gil, Won Woo-young, Kim Jung-hwan i Oh Eun-seok zdobyli złoty medal w drużynie. Na tej samej imprezie Gu zajął dziewiątą pozycję w rywalizacji indywidualnej. Na rozgrywanych cztery lata później igrzyskach olimpijskich w Rio de Janeiro zajął indywidualnie dziewiąte miejsce. Brał też udział w igrzyskach olimpijskich w Tokio, gdzie razem z Kim Jung-hwanem, Oh Sang-ukiem i Kim Jun-ho zdobył kolejny złoty medal w drużynie. Indywidualnie zajął tym razem 19. miejsce. Na igrzyskach olimpijskich w Paryżu w rywalizacji indywidualnej szablistów przegrał w 1/32 finału 15:8 z Farèsem Ferjani. 
Wielokrotnie zdobywał medale mistrzostw świata w drużynie, w tym: złote na MŚ w Lipsku (2017), MŚ w Wuxi (2018), MŚ w Budapeszcie (2019) i MŚ w Kairze (2022), srebrne podczas MŚ w Kazaniu (2014) i MŚ w Mediolanie (2023) oraz brązowy na MŚ w Budapeszcie (2013). Zdobył także trzy medale indywidualnie: srebrne na MŚ w Kazaniu (2014) i MŚ w Lipsku (2017) oraz brązowy podczas MŚ w Katanii (2011).
Na igrzyskach azjatyckich w Kantonie (2010) był najlepszy indywidualnie i drugi w drużynie. Podczas igrzysk azjatyckich w Inczon (2014) w obu konkurencjach zdobywał złote medale. Wynik ten powtórzył na igrzyskach azjatyckich w Dżakarcie (2018), a na igrzyskach azjatyckich w Hangzhou (2022) był najlepszy drużynowo i drugi indywidualnie.